# 莫克勤
莫克勤（英語：William Aedan McGrath，1906年1月22日—2000年12月25日），爱尔兰圣高隆庞外方传教会神父，中國圣母军始創人。
1906年1月22日，莫克勤出生于爱尔兰都柏林。1929年12月21日在高龙庞神学院成为神父。1930年，莫克勤来到中国，服务于湖北省汉阳教区。
1946年访问都柏林之后，莫克勤返回中国，1947年，奉梵蒂岡駐華大使黎培理總主教之命，在中国各地成立圣母军。1948年初，黎培里将莫克勤和沈士賢调到上海，在天主教中华全国教务协进委员会内建立圣母军全国总部，下设各分团、区团、支团。莫克勤先后前往天津、广州、桂林、重庆等地，发展圣母军，使得这一组织迅速发展。
1948年12月，莫克勤從上海拜訪香港的恩理覺主教，因提及聖路易·蒙福的訓示對聖母軍的啟蒙，打動了恩理覺的心，促使香港聖母軍得以在1949年1月成立第一個支團，自此聖母軍在香港開花結果。
1951年9月6日，莫克勤和陳哲敏、沈士賢、侯之正、高樂康、赵玉明等天主教中华全国教务协进委员会成员同日在上海被捕，关押在提篮桥监狱。10月8日，上海市军管会宣布取缔圣母军。莫神父遭受長期的連續疲勞審訊，患上多种疾病。后来囚禁在屋頂的一所小磚屋，像一個焗餅爐。1954年5月2日，莫克勤和高樂康在法官宣读長達頁半的起訴書，控诉以国际间谍、推廣青年反動团体、毁灭全國聖母軍團員名單、阻碍教會三自革新運動等多个罪名之后，从上海市监狱释放，驱逐出境到了香港。
莫克勤先去英國設立聖母軍，为期十年。后来去美國和加拿大工作。2000年12月25日，莫克勤於都柏林病逝，享年94岁。

## 著作
McGrath, W. Aedan. Moreau, Theresa Marie , 编. . Xlibris, Corp. 2008年10月. ISBN 978-1436369275 （英语）.
節錄：http://veritasestlibertas.blogspot.ca/2010/09/tk.html（页面存档备份，存于）